# 2012年夏季奥林匹克运动会毛里求斯代表团
2012年夏季奥林匹克运动会毛里求斯代表团參加2012年7月27日至8月12日在英國倫敦舉行的2012年夏季奧林匹克運動會，該國有11名運動員參加7個大項的比賽。